# (11425) Wearydunlop
(11425) Wearydunlop est un astéroïde de la ceinture principale.

## Description
(11425) Wearydunlop est un astéroïde de la ceinture principale. Il fut découvert le 18 juin 1999 à Reedy Creek par John Broughton. Il présente une orbite caractérisée par un demi-grand axe de 2,37 UA, une excentricité de 0,23 et une inclinaison de 3,2° par rapport à l'écliptique.

## Compléments